# Малтанско езеро
Малтанското езеро (на полски: Jezioro Maltańskie), известно още като Малтански резервоар (на полски: Zbiornikiem Maltańskim), е изкуствен водоем на територията на гр. Познан в Полша. Езерото се намира на десния бряг на река Варта и е образувано в резултат от преграждането през 1952 г. на местната река Цибина. През същата година се провежда и първото международно състезание по гребане по повод Празника на младежта и студентите. През следващите години в Малтанското езеро се провеждат европейски първенства по кану и гребане, както и световни първенства за моторни лодки.
С дължина около 2,2 км и ширината 0,46 км, и максимална площ от 67,5 ха (в зависимост от нивото на завиряване) езерото е най-големият изкуствен водоем в Познан (на второ място след естественото езеро Кирски). Средната дълбочина на водата е 3,13 м, а максималната – около 5 m.
Името на езерото произхожда от Ордена на рицарите хоспиталиери, известен още като Орден на рицарите на Малта. Езерото е построено върху земя, принадлежала в миналото на църквата „Свети Йоан Йерусалимски извън стените“ (на полски: Kościół św. Jana Jerozolimskiego za murami), дарена на ордена през 1187 г. от княз Мешко III Стари. Името Малтанско езеро е официално прието през 1974 г.
На брега на езерото са разположени редица атракциони, а водите му се използват активно за водни спортове, най-вече гребане. До 1979 г. Малтанското езеро е основна гребна база на Полша, когато поради замърсяване на водата и отлагане на наноси езерото става по-плитко и вече не отговаря на националните и международни изисквания за провеждане на спортни състезания.
През 80-те и 90-те години водоемът е реконструиран (изградени са изкуствени прагове на Малтанския бент, които да задържат наносите, коритото на река Цибина е преместено отвъд трасето на гребния канал, бреговете са рекултивирани и укрепени), самото дъно е почистено и удълбочено (изгребани са близо 1 млн. кубични метра наноси и почва), а спортните съоръжения са обновени.

## Галерия
- Малтанското езеро, изглед към информационното табло и трибуните на гребния канал
- Малтанското езеро, изглед към трибуните
- Малтанското езеро
- Малтанското езеро
- Малтанското езеро
- Галерия Malta в Познан, изглед от Малтанското езеро.
- Дъното на езерото през зимата на 2004/2005 г. Вижда се коритото на р. Цибина.
- Малтанското езеро през есента на 2016, подготовка за почистване на водоема, изглед към зоната за плуване
- Малтанското езеро, шлюз на река Цибина
- Малтанското езеро, шлюзът на река Цибина
- Малтанското езеро, шлюзът на река Цибина, водните прагове
- Малтанското езеро през зимата. Изглед от устието на р. Цибина при бента.
- Малтанското езеро през зимата. Изглед от устието на р. Цибина при бента.